# 中國人權問責中心
中國人權問責中心，2017年1月成立，由陳光誠、胡佳等人权活動家、民运人士和学者組成，系统收集中國共產黨當局侵害人權案例、貪腐證據並建立資料庫及撰寫報告，以促使美國《全球马格尼茨基人权问责法》有效落實，及在世界各民主國家通過類似法案。

## 簡介
美國於2016年12月完成制訂《全球马格尼茨基人权问责法》，對於全球各地侵害人权者以及腐败官员，此法案授权美国总统諸多制裁方式，例如：拒绝签证、取消已發签证、冻结在美國财产、禁止在美交易财产等手段。為落實此法案，民間發起成立問責中心，收集中國共產黨當局侵害人權案例及證據，以提供美國政府。
發起人包括，楊建利、曹雅學、方正、周鋒鎖、陳光誠、滕彪、童木、韓連潮、傅希秋牧師等人。

## 外部連結
中国人权问责中心網站（页面存档备份，存于）